# Самсон Август Карлович
Август Карлович Самсон (31 грудня 1885, Малупська волость Валкського повіту Ліфляндської губернії, тепер Латвія — 26 травня 1977, місто Резекне, Латвія) — латиський радянський діяч, голова Лудзенського повітового виконкому Латвійської РСР. Депутат Верховної ради СРСР 2-го скликання.

## Життєпис
Народився в родині наймита. З юних років наймитував. Один із організаторів революційної боротьби під час революції 1905 року в Латвії.
Член РСДРП(б) з 1905 року.
У грудні 1905 року заарештований за революційну діяльність, засуджений до страти, але незабаром амністований.
З 1908 року служив механіком російського імператорського Балтійського флоту, проводив революційну роботу серед моряків.
Брав активну участь у лютневій та жовтневій революціях 1917 року. У 1917 році — член Ради робітничих, селянських та безземельних депутатів Латвії, учасник 5-го з'їзду соціал-демократів Латиського краю, член першого радянського уряду Латвії. У 1919 році брав участь у встановленні радянської влади та боротьбі з латвійськими національними силами в районі Алуксне.
У 1919—1939 роках — комуніст-підпільник на нелегальному становищі у Латвійській республіці. На VII з'їзді Комуністичної партії Латвії був обраний членом нелегального Центрального Комітету.
Після захоплення Латвії радянськими військами, в 1940 році — начальник Управління міліції Резекненського повіту.
У 1940—1950 роках — голова виконавчого комітету Лудзенської повітової ради депутатів трудящих Латвійської РСР. Під час німецько-радянської війни перебував у евакуації.
З 1957 року — персональний пенсіонер союзного значення в місті Резекне.
Помер 26 травня 1977 року в місті Резекне.

## Нагороди
- орден Леніна
- орден Вітчизняної війни II ст. (1.02.1945)
- орден Червоної Зірки
- орден «Знак Пошани»
- медалі